# Heart 2 Heart
Heart 2 Heart war eine isländische Schlagerpop-Band, angeführt von den beiden Sängerinnen Sigríður Beinteinsdóttir und Sigrún Eva Ármannsdóttir.
Als Gewinner der isländischen Vorauswahl durfte die Gruppe beim Eurovision Song Contest 1992 in Malmö mit dem Popsong Nei eða já (dt.: Nein oder Ja) antreten. Sie erreichte Platz 7.